# Douglas DC-3
O Douglas DC-3 é um avião bimotor a pistão, de asas baixas e propulsão à hélices, desenvolvido e fabricado nos Estados Unidos pela Douglas Aircraft Company, de 1936 a 1950.
Foi muito utilizado na aviação comercial e pelas forças aliadas na Segunda Guerra Mundial.

## Histórico
O Douglas DC-3 foi desenvolvido a pedido da American Airlines, que desejava uma aeronave para transportar mais passageiros a médias distâncias, dentro do território norte-americano. 
A Douglas Aircraft utilizou a plataforma de dois modelos que já estavam em produção, o DC-1 e o DC-2, para fazer um avião maior e configurado para voos diurnos, com 21 assentos, e voos noturnos, com 14 a 16 camas. 
Foi equipado com motores Pratt & Whitney Twin Wasp, que produziam 1 200 hp,                                                                                                      que permitiram uma velocidade de 207 km/h, veloz para um avião de seu tamanho para a época.
Em 26 de junho de 1936 foi lançado pela American Airlines, mas pelas suas capacidades, foi rapidamente encomendado por companhias aéreas de todo o mundo.
Foi pioneiro em muitas rotas, pois atravessava grandes extensões com maior conforto, segurança e confiabilidade e o primeiro avião capaz de transportar com lucro exclusivamente passageiros.
Opera em pistas curtas e tem alcance de 1 500 milhas, sendo na época utilizado para voos transcontinentais nos EUA e na Europa.

## Uso militar
Quando a Segunda Guerra Mundial eclodiu, o DC-3 estava em uso em todo o mundo. Com a entrada dos Estados Unidos no conflito, toda a produção foi voltada para versões militares,sendo denominado C-47 Skytrain, para uso geral, e C-53 Skytrooper, para o transporte de tropas. Foram produzidas mais de dez mil unidades, das quais cerca de duas mil foram utilizadas pela Royal Air Force (RAF - Força Aérea do Reino Unido), designandoa-as como Dakota.
Após o fim da guerra, o DC-3 serviu na Guerra da Coreia e Guerra do Vietnã, onde alguns exemplares ganharam metralhadoras.
O C-47 Skytrain permaneceu em serviço com os militares dos EUA até 2008, quando o 6º Esquadrão das operações especiais aposentou sua última aeronave.

## Pós-guerra
Após a Segunda Guerra o mercado foi inundado com aviões de transporte militar excedentes, mas os altos custos impediram que a fabricante atualizasse o DC-3, tornando-se obsoleto nas rotas principais e substituídos por tipos mais avançados, como o Douglas DC-6 e o Lockheed Constellation, mas o design se mostrou adaptável e útil.
A produção civil do DC-3 terminou em 1942, com 607 unidades. As versões militares, incluindo o Douglas C-47 Skytrain (Dakota na RAF) e as versões soviética e japonesa, elevaram a produção total para dezesseis mil exemplares. Muitos continuam a prestar serviço em uma variedade de funções. Estimava-se que dois mil DC-3 e seus derivados militares ainda estavam voando em 2013.

## Versões
Abaixo estão descritas as versões civis e militares do DC-3. Entre parênteses, estão as denominações utilizadas pela Royal Air Force (Dakota).
- DC-3: versão inicial civil;
- C-47 (Dakota I): Versão militar inicial do DC-3;
- R4D: versão naval do C-47;
- C-47A (Dakota III): Sistema elétrico e 24 V substituindo o original de 12 V;
- C-47B (Dakota IV): Motores R-1830-90 e capacidade extra de combustível, permitindo voo de rotas China-Burma-Índia
- C-47D
- C-48 a C-52: Inúmeras variações militares do DC-3 que entraram em serviço;
- C-53 (Dakota II): Versão para passageiros e para-quedistas;
- Showa L2D: cópia do DC-3, construída sob licença no Japão;
- Lisunov Li-2: cópia do DC-3, construída sob licença na União Soviética;
- Super DC-3: versão civil aperfeiçoada, com maior capacidade de carga e com uma nova asa;
- R4D-8 (depois denominado C-117D): versão militar naval do Super DC-3.

## Emprego na Força Aérea Portuguesa

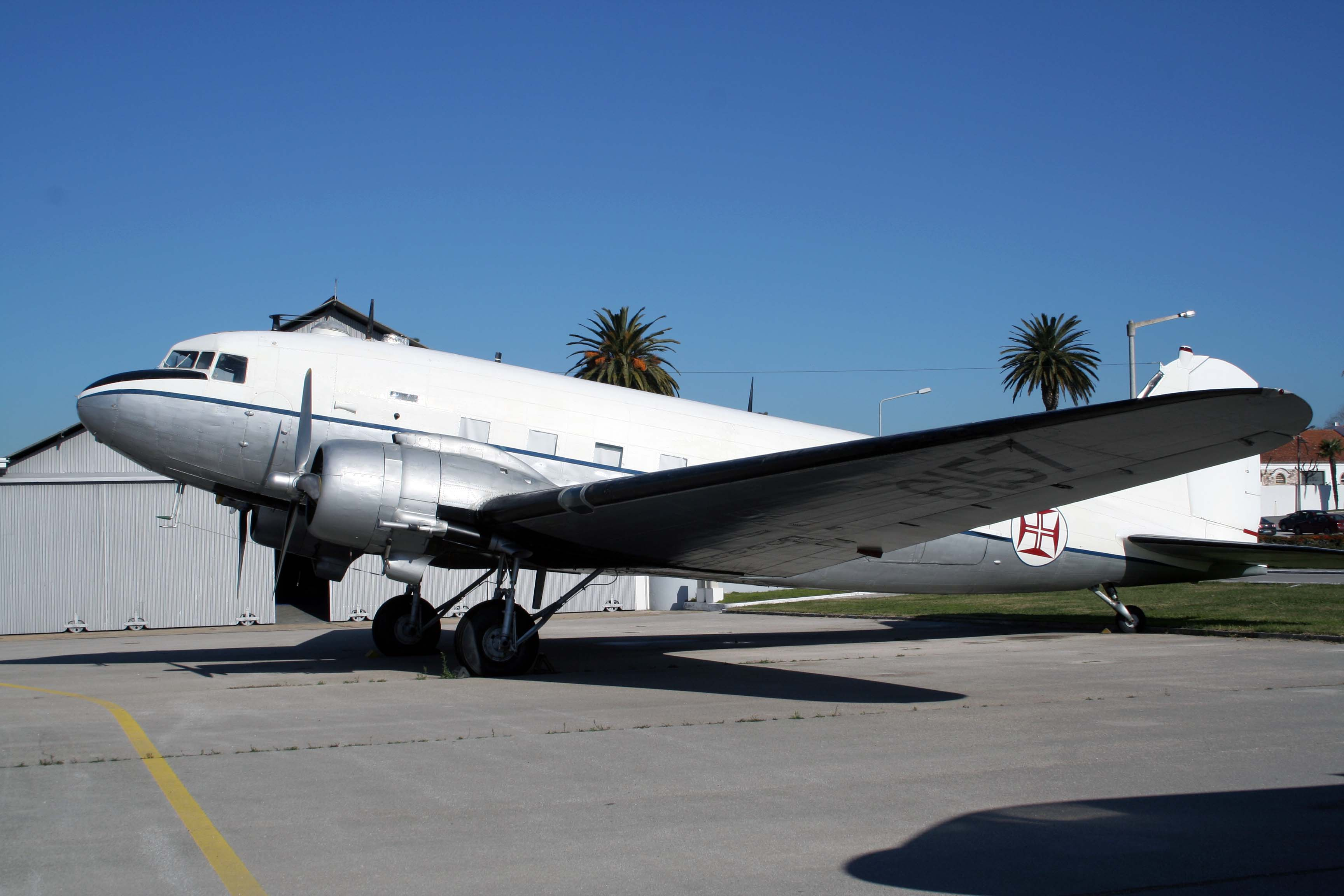
Dakota em exposição no Museu do Ar (Polo de Sintra)

Em 1944, resultante de uma aterragem de emergência em Lisboa, um avião americano deste tipo foi apreendido. Durante a Segunda Guerra Mundial, o estatuto de Portugal como país não beligerante proibia a utilização do espaço aéreo por aviões envolvidos no conflito. Antecipando-se à apreensão, o embaixador americano ofereceu a aeronave a Portugal. A partir de 1958, a Força Aérea Portuguesa adquiriu 29 aviões Dakota provenientes de diversas origens e de vários modelos.
Operaram em missões de carga e transporte de passageiros. Durante a Guerra do Ultramar nas três frentes executaram missões de reconhecimento aéreo, lançamento de pára-quedistas, transporte de feridos, busca e salvamento e até de bombardeamento na Guiné-Bissau.
Com o fim da Guerra do Ultramar foram abatidos ao serviço. Muitos deles foram oferecidos aos novos países africanos, antigas colónias portuguesas.

## Emprego na Força Aérea Brasileira

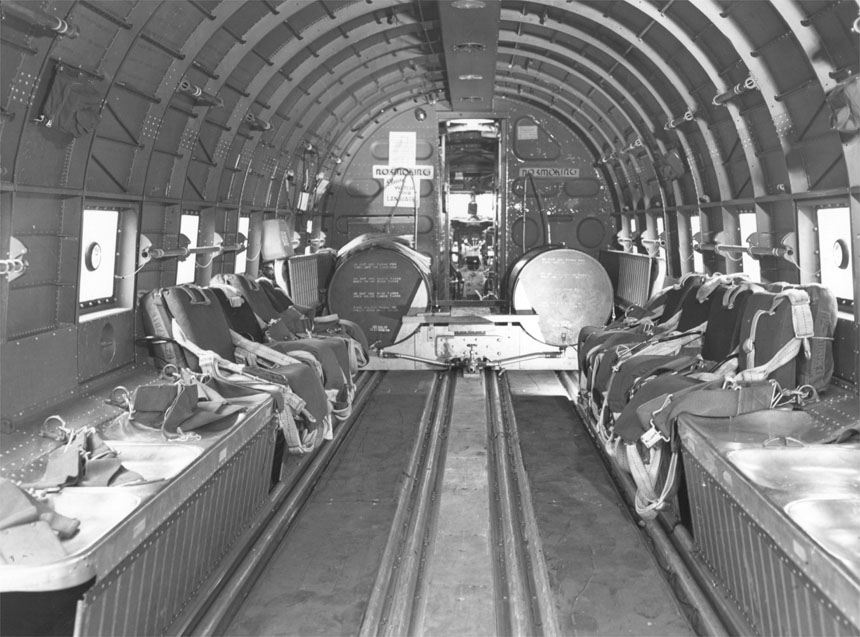
Visão do interior de um C-47

Versões anteriores da série DC da Douglas já vinham sendo empregadas pelo Exército Brasileiro desde 1936, com a compra de 2 DC-2, que voavam com designação C-32, a seguir foram encomendados outros 18 DC-2, na configuração C-33.
Quando o antigo Corpo Aéreo deu origem à Aviação do Exército Brasileiro, em 1941, o C-47 Skytrain veio a consolidar-se como o avião de transporte padrão.
Essa extraordinária aeronave operou em todos os continentes, participou de todas as batalhas mais importantes e permaneceu em operação muito tempo depois de terminada a 2ª Grande Guerra.
No Brasil existe em operação um Douglas DC-3, de propriedade do empresário Arruda Botelho. Alguns exemplares permanecem em exposição, como no Museu Aeroespacial, na entrada da antiga VEM (Varig Engenharia e Manutenção, atual TAP Manutenção e Engenharia Brasil) na Ilha do Governador, no Rio de Janeiro, e no Museu da Tecnologia em São Paulo. No Museu TAM, junto ao Aeroporto de São Carlos, em São Carlos e ainda em condições de voo, encontra-se o DC-e "Rose", que foi uma doação. Esse avião preserva algumas marcas de balas, pois foi usado no dia D, na Segunda Guerra Mundial.
Um DC-3 de matrícula PP-ANU, foi exposto durante décadas no extinto museu da Varig, em Porto Alegre. Quando o museu encerrou suas atividades,                                      foi abandonado e agonizou ao tempo durante anos, hoje restaurado, encontra-se em exposição ao lado do aeroporto Salgado Filho, no Shopping Boulevard Laçador. É possível adentrar à aeronave em datas pre-estabelecidas.
Há exemplares expostos ao ar livre. Um deles numa praça na cidade de Canarana – MT, avião é do tipo Douglas C-47-5-DK, conforme especificações da época, com número de série 12 303. Este avião serviu na segunda guerra mundial e pertenceu as forças aéreas americanas, depois foi transferido a força aérea britânica. Outro na cidade de Alta Floresta, em exposição na Praça da Cultura da cidade. Esse avião foi fabricado em 1942 nos Estados Unidos, pertenceu à Cruz Vermelha Internacional e foi usado durante a 2º Guerra Mundial. Após o fim do conflito, foi para a Força Aérea, em Belém, no estado do Pará. No final dos anos 70 os aviões começaram a ser vendidos pela força aérea Brasileira, foi adquirido para o transporte de colonos, garimpeiros e cargas. No dia 28 de janeiro de 2006 o avião foi doado ao município pelos pilotos e proprietários Wilson Clever Lima e William José Lima.

## Galeria de imagens

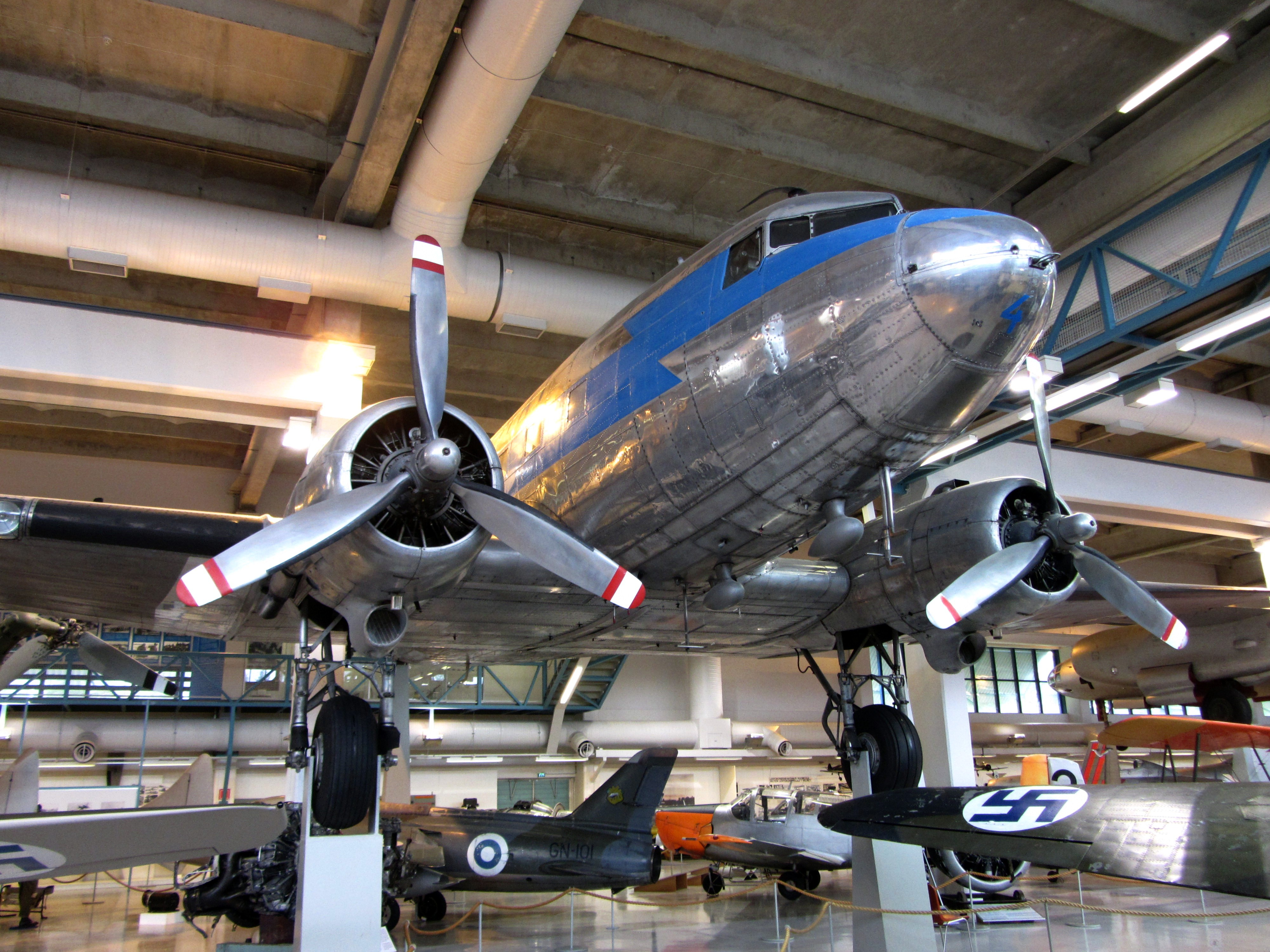
Douglar DC-3
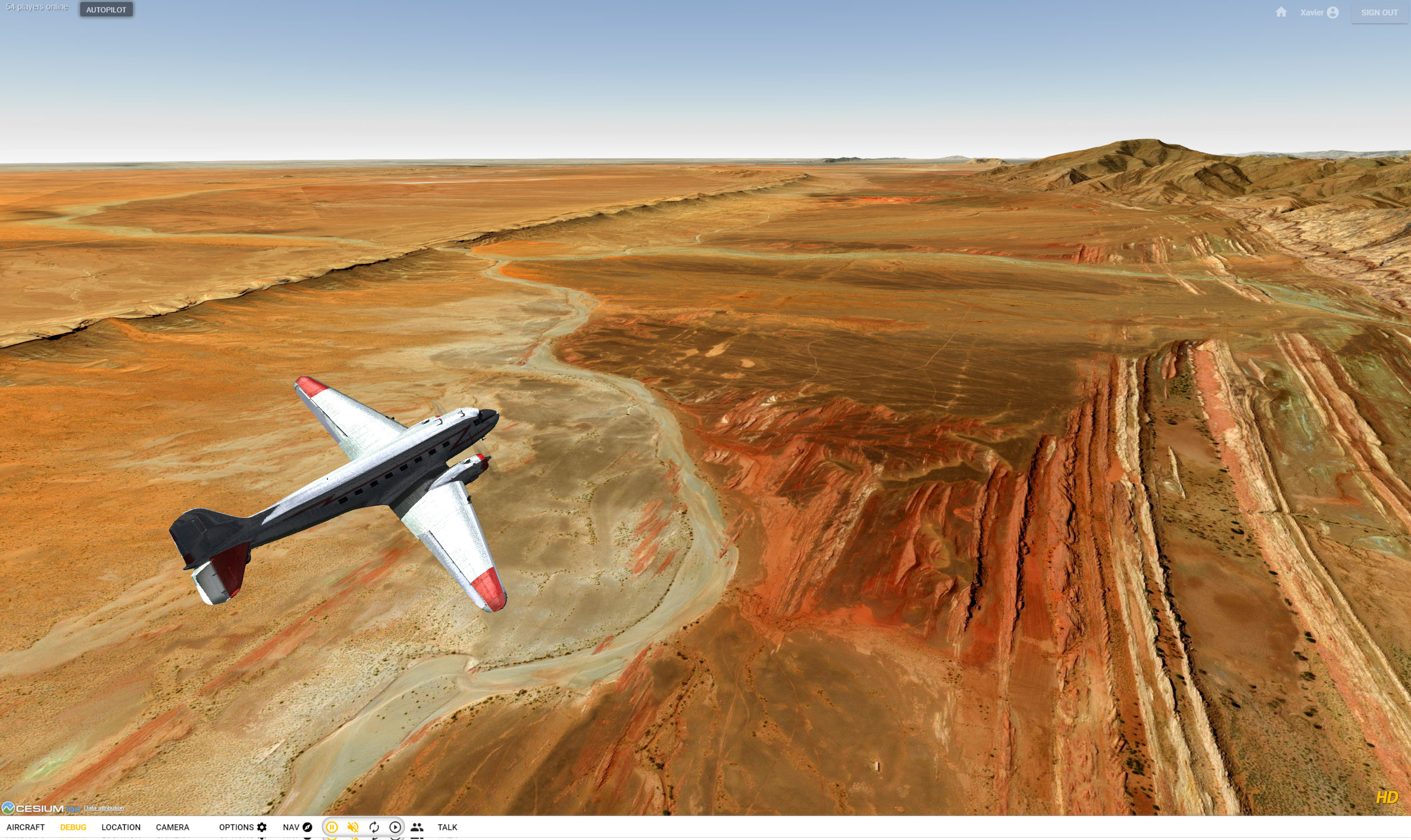
DC-3 sobre deserto africano
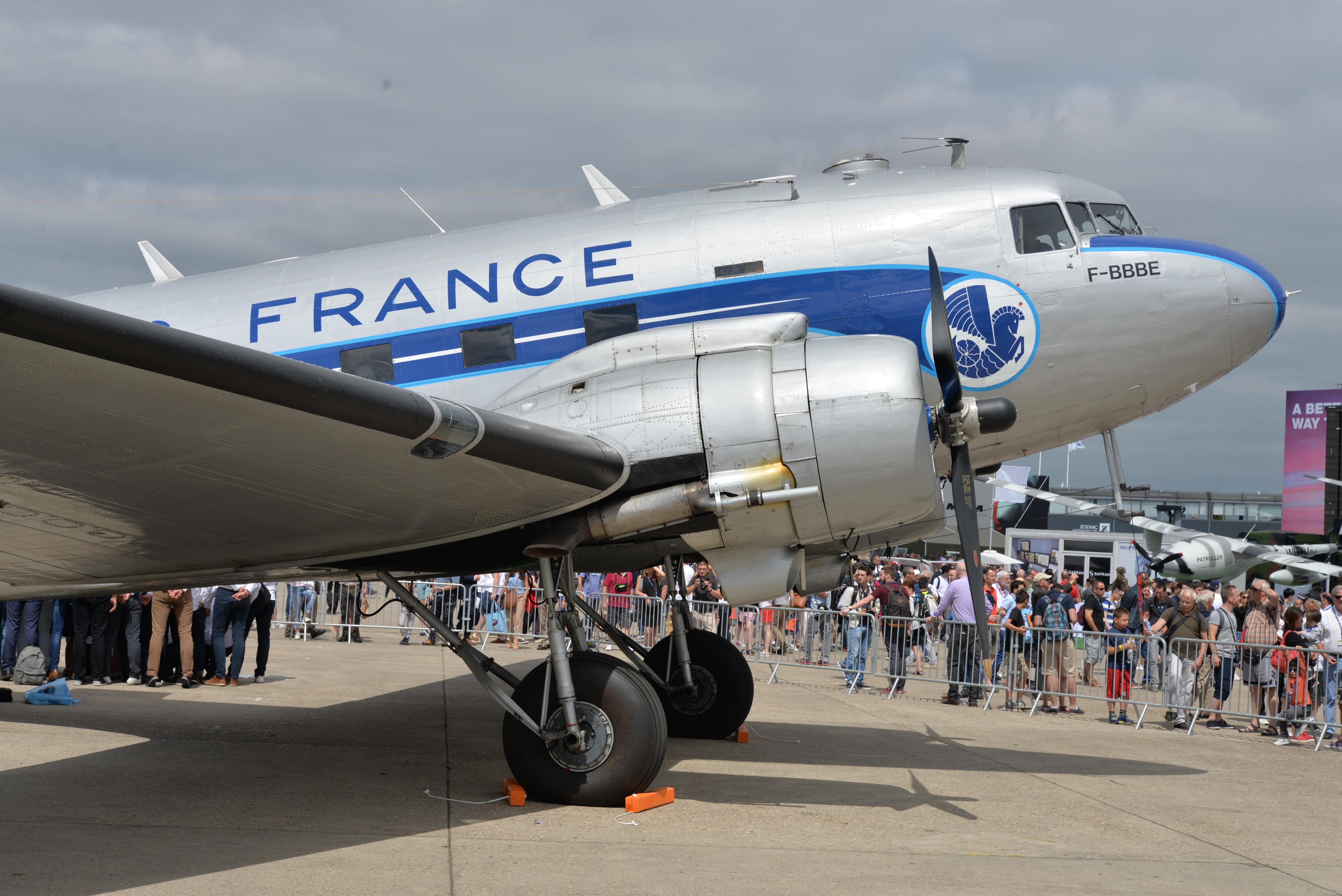
Paris Air Show 2017
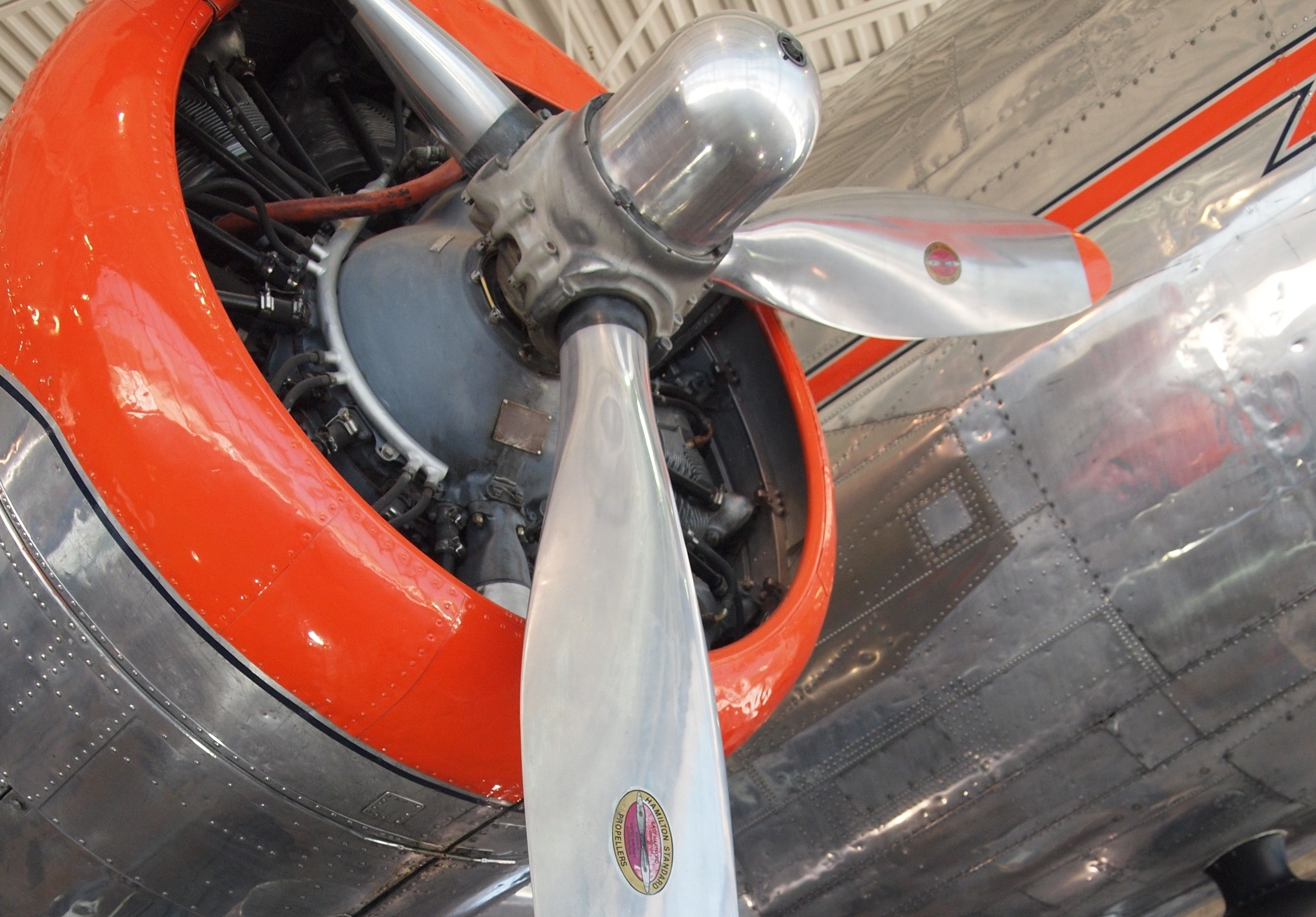
Detalhe do motor de um DC-3
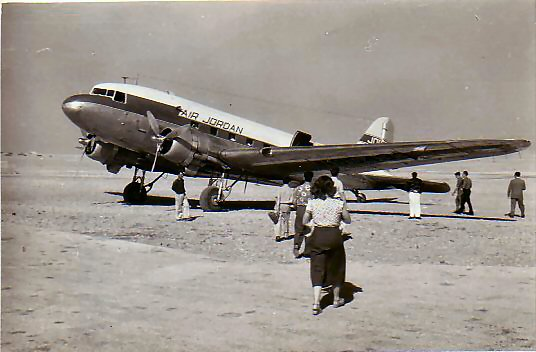
DC-3 da Air Jordan
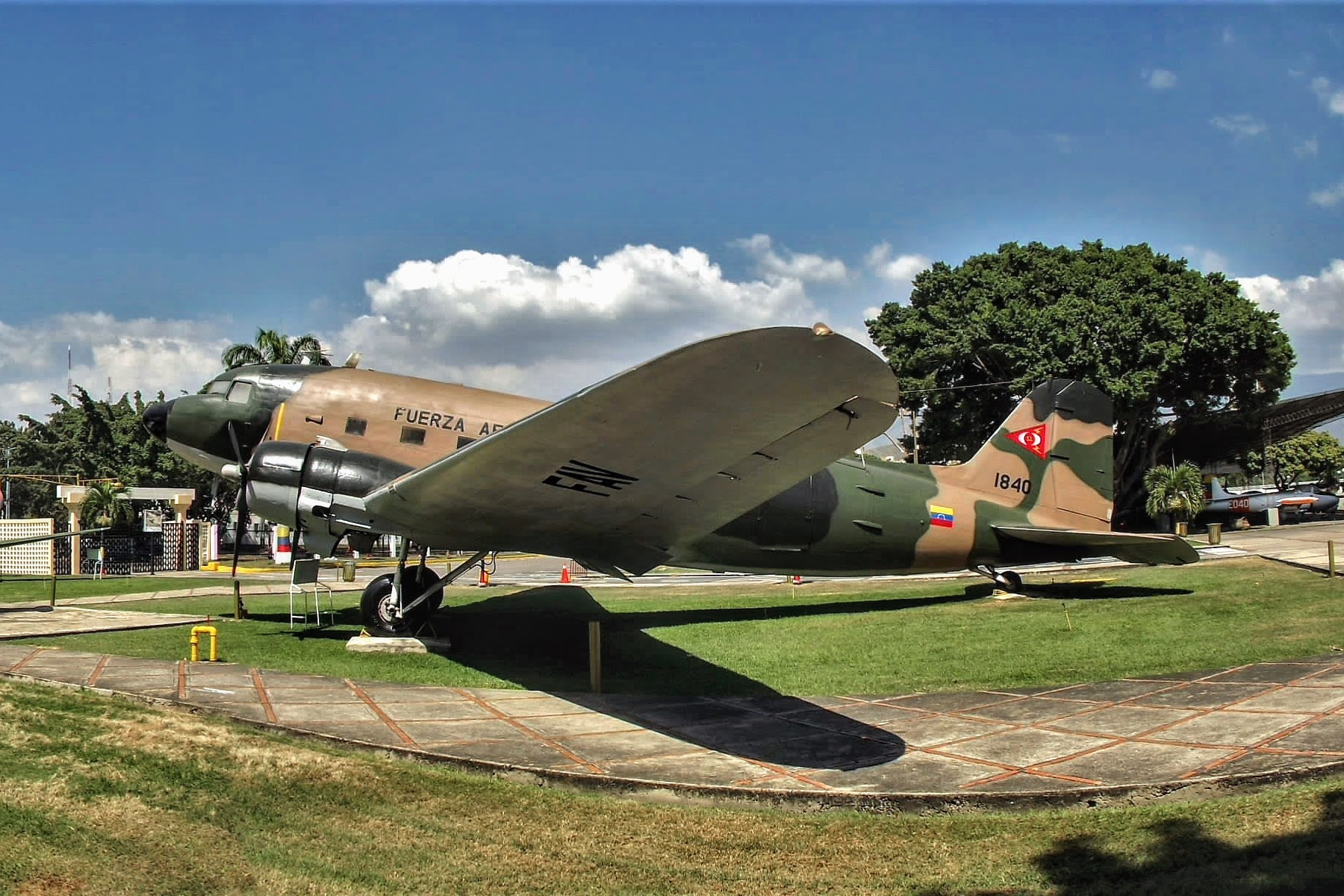
C-47 Skytrain
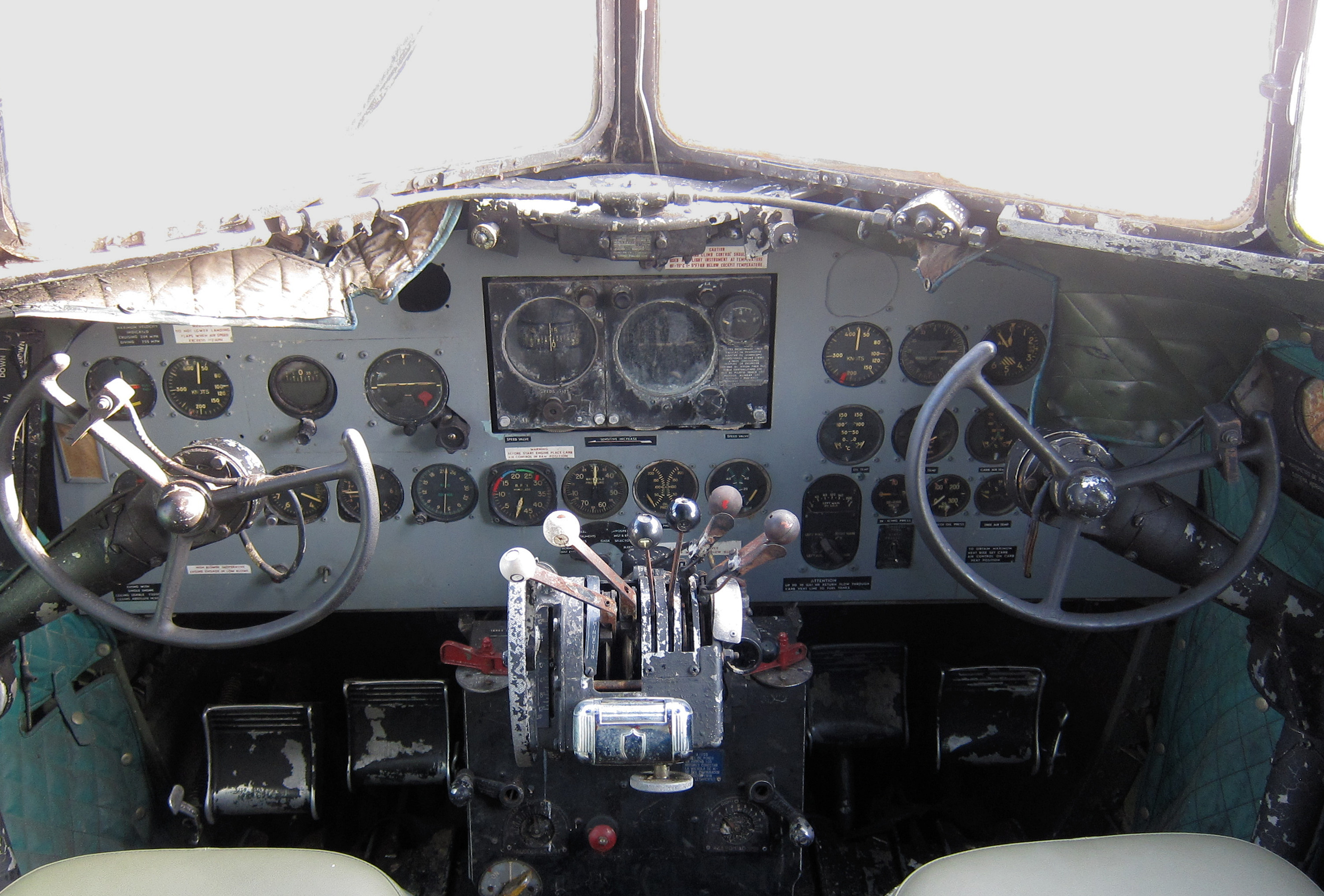
Cockpit do Douglas DC-3
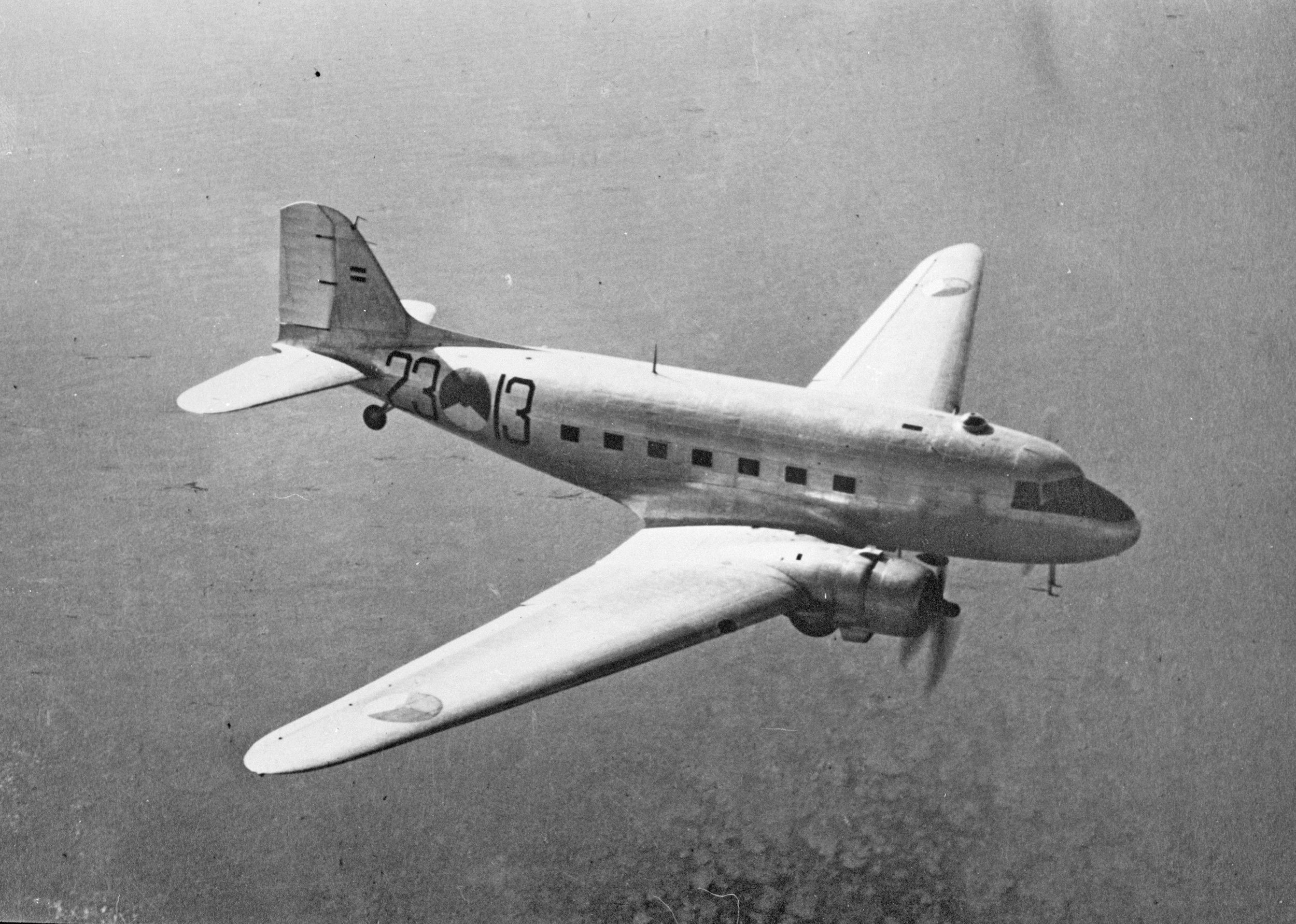
C-47A Dakota
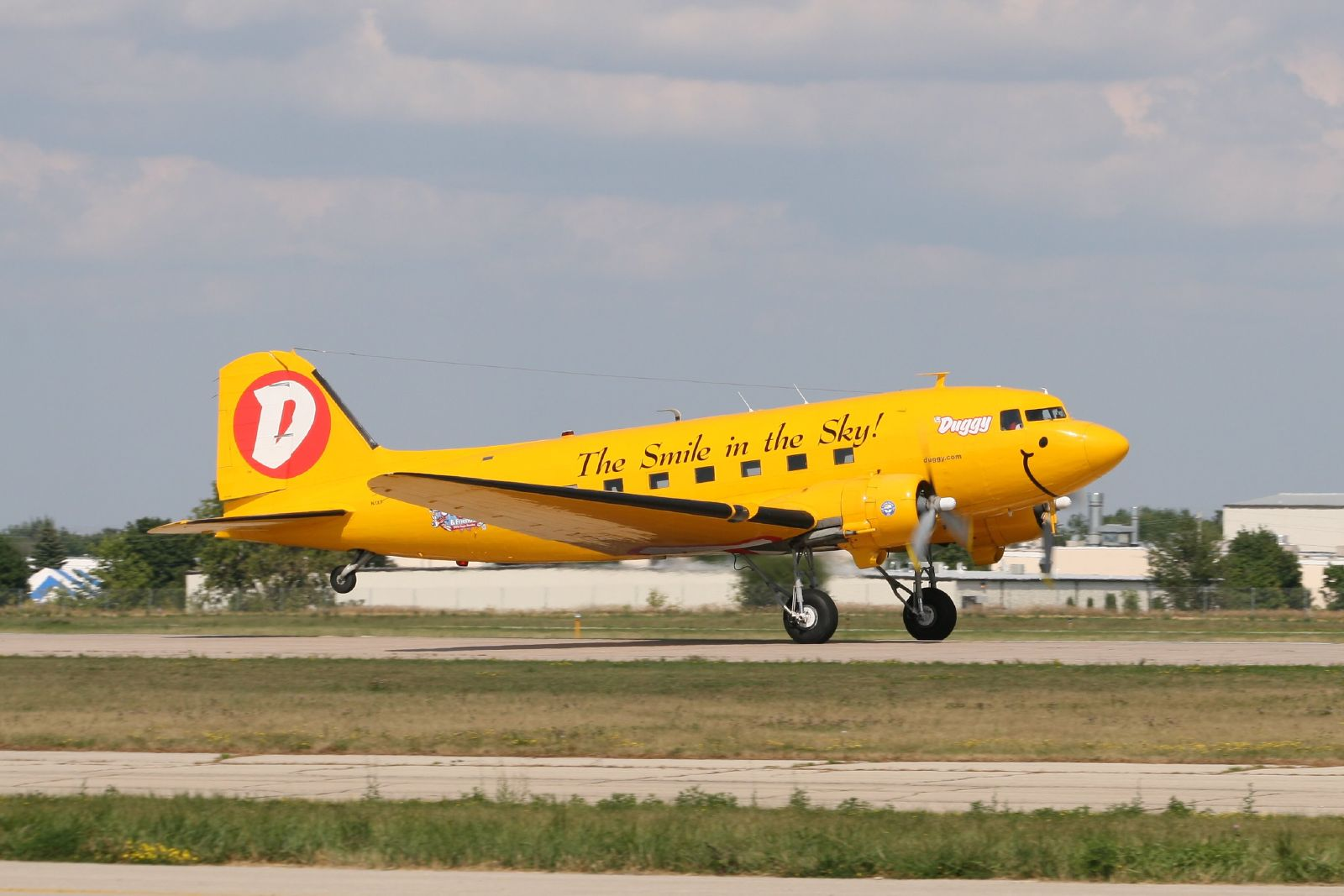
Douglas DC-3 "Duggy"
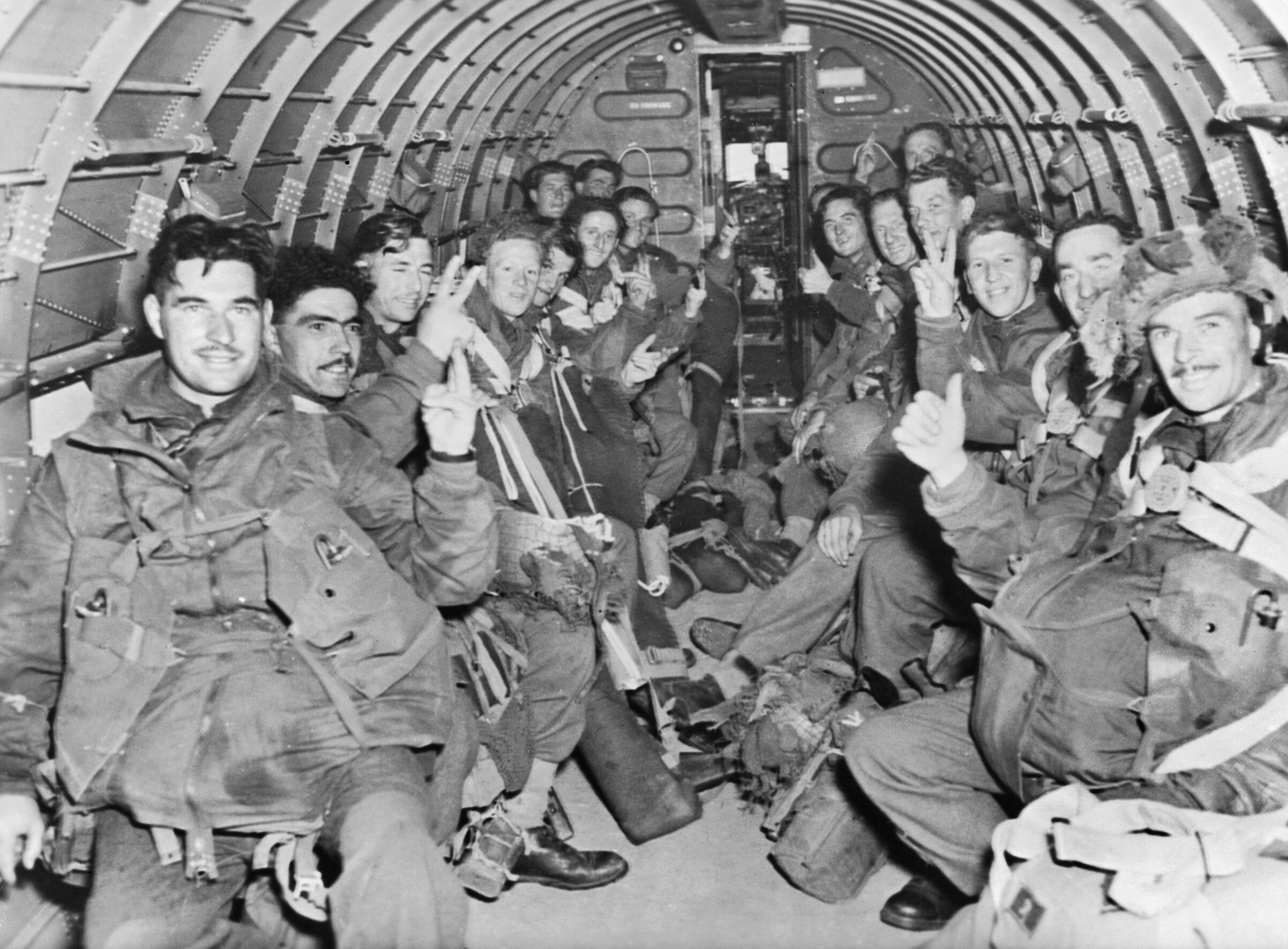
Paraquedistas britânicos a bordo de um C-47
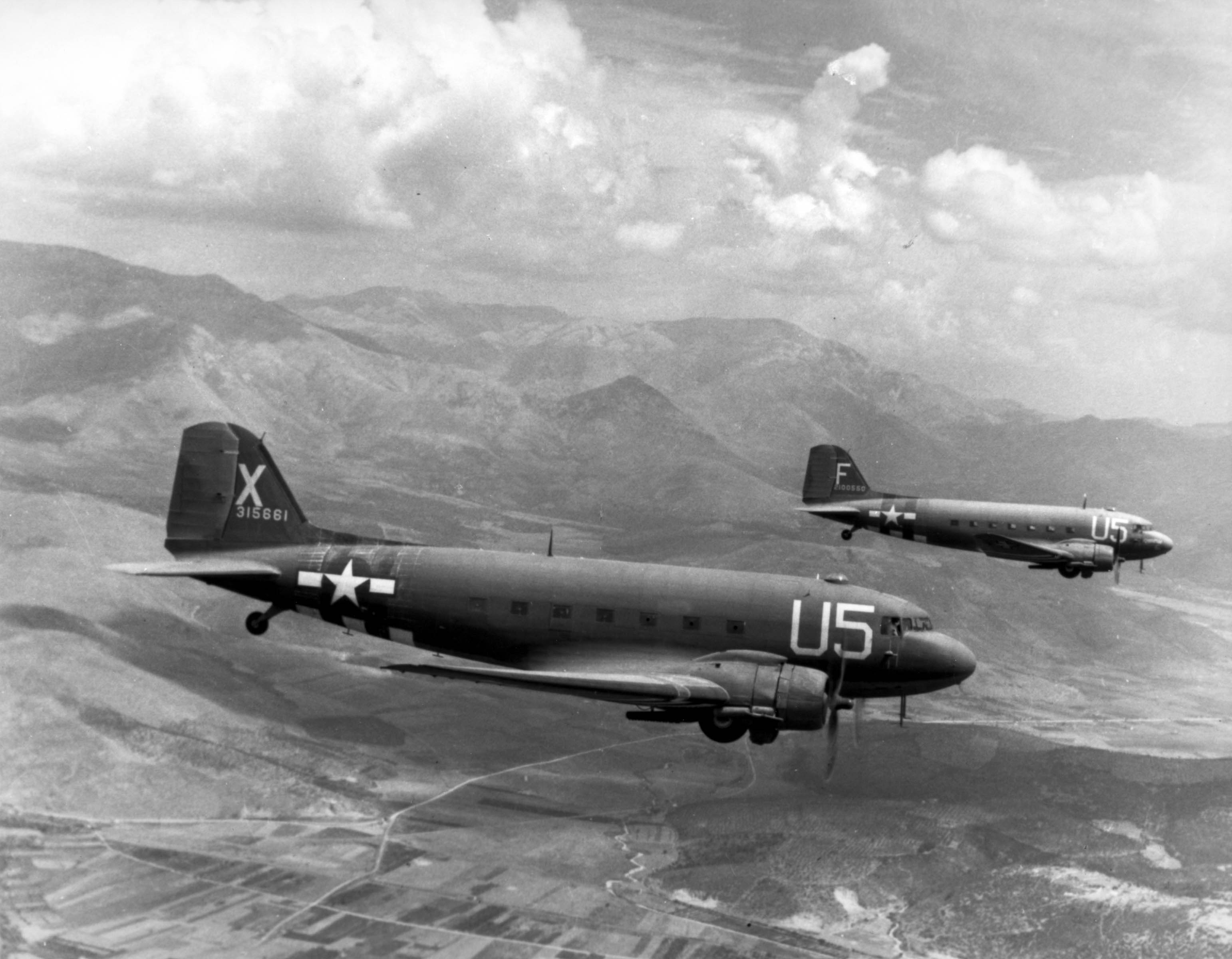
Dois C-47 norte-americanos
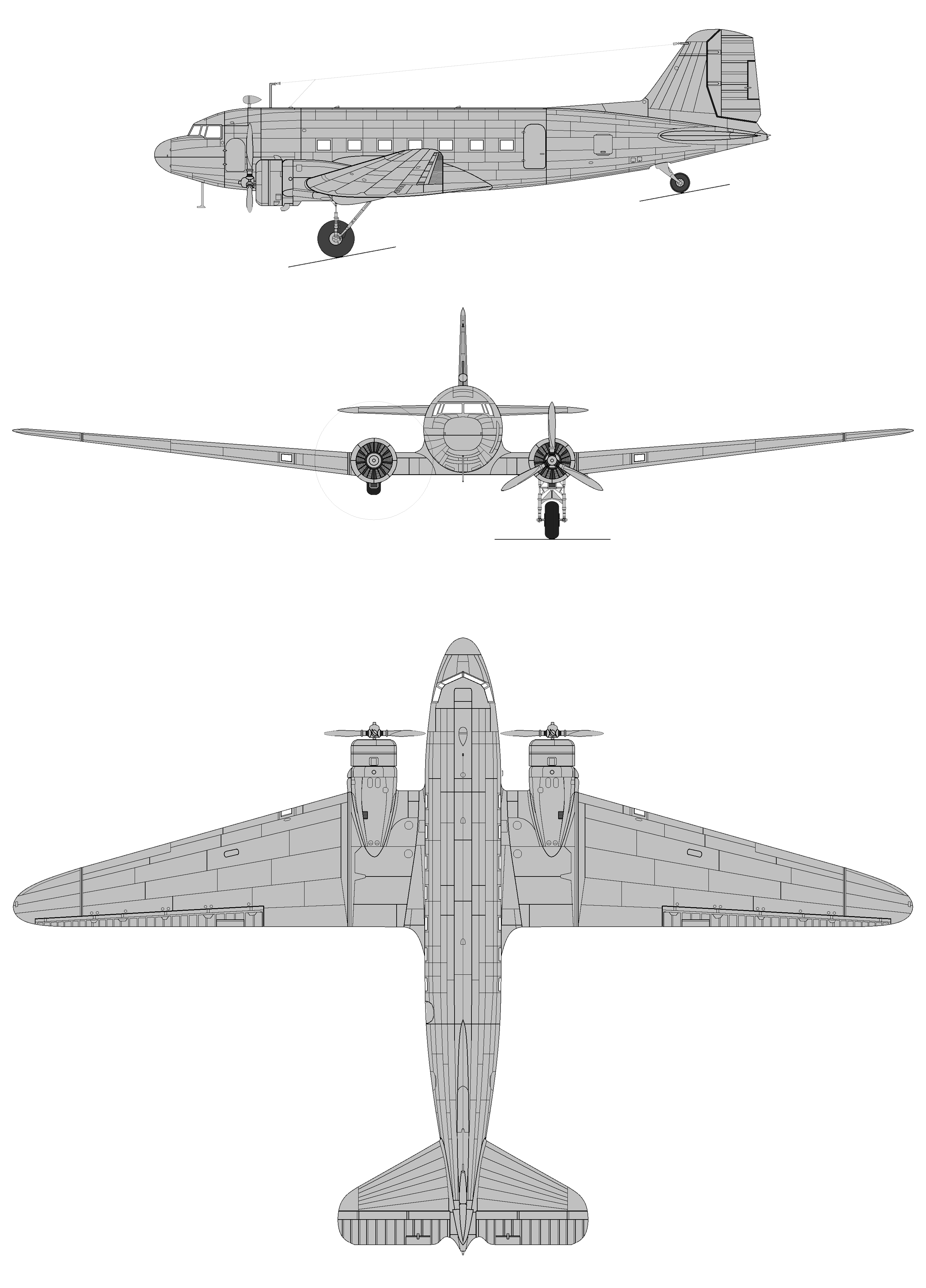
Três vistas